# Susan Riceová
Susan Elizabeth Riceová, nepřechýleně Susan Elizabeth Rice (* 17. listopadu 1964, Washington, D.C.) je americká diplomatka a státní úřednice. Profesně se zaměřuje na oblast zahraniční politiky a v Obamově administrativě mezi roky 2013–2017 zastávala úřad poradkyně pro národní bezpečnost.
V letech 2009–2013 byla velvyslankyní Spojených států při Organizaci spojených národů, když Senát jednohlasně schválil její nominaci. Během druhého období Clintonovy vlády pracovala v Radě národní bezpečnosti a jako tajemnice ministra zahraničních věcí pro Afriku.

## Osobní život
Narodila se ve Washingtonu, D.C. a vyrostla v jeho severozápadní oblasti, Shepherdově parku (Shepherd Park). Její otec Emmett J. Rice byl profesorem ekonomie na Cornellově univerzitě a bývalým guvernérem americké centrální banky Federálního rezervního systému. Matka pracuje v Brookingsově institutu (Brookings Institution) a specializuje se na otázky školství. Bratr John Rice získal titul MBA na Harvardově univerzitě a stal se zakladatelem organizace Management Leadership for Tomorrow. Prarodiče z matčiny strany imigrovali do Spojených států (do státu Maine) z Jamajky. Susan Riceová nemá žádný příbuzenský vztah s bývalou ministryní zahraničí Condoleezzou Riceovou.
Jako dívka snila o tom, „že se stane první senátorkou za Kolumbijský distrikt.“
Po ukončení střední soukromé dívčí školy National Cathedral School ve Washingtonu, D.C., na níž byla prezidentkou studentské rady, získala Trumanovo stipendium na Stanfordově univerzitě, kde v roce 1986 vystudovala bakalářský obor historie (B.A.). Stala se členkou spolku Fí Beta Kappa (ΦΒΚ). Následně ji bylo uděleno Rhodesovo stipendium ke studiu na Oxfordské univerzitě v Anglii, na které navštěvovala New College. Roku 1988 zde získala magisterský titul (M.Phil.) a o dva roky později také doktorát (D.Phil.).
V září 1992 se provdala v Národní washingtonské katedrále za producenta ABC News Iana Camerona, narozeného v kanadské Victorii. Poznali se během studií na Stanfordu. Manželský pár tehdy bydlel v Torontu, kde Susan Riceová pracovala jako výkonná konzultantka pro kanadskou televizní stanici CBC. Nyní žije rodina ve Washingtonu, D.C. Mají dvě děti, syna Jaka a dceru Marris.